# Orbellia obscura
Orbellia obscura är en tvåvingeart som beskrevs av Gorodkov 1972. Orbellia obscura ingår i släktet Orbellia och familjen myllflugor. Inga underarter finns listade i Catalogue of Life.